# Horisme elachista
Horisme elachista är en fjärilsart som beskrevs av Reginald James West 1929.
Horisme elachista ingår i släktet Horisme och familjen mätare. Inga underarter finns listade i Catalogue of Life.